# 1616

## Esdeveniments

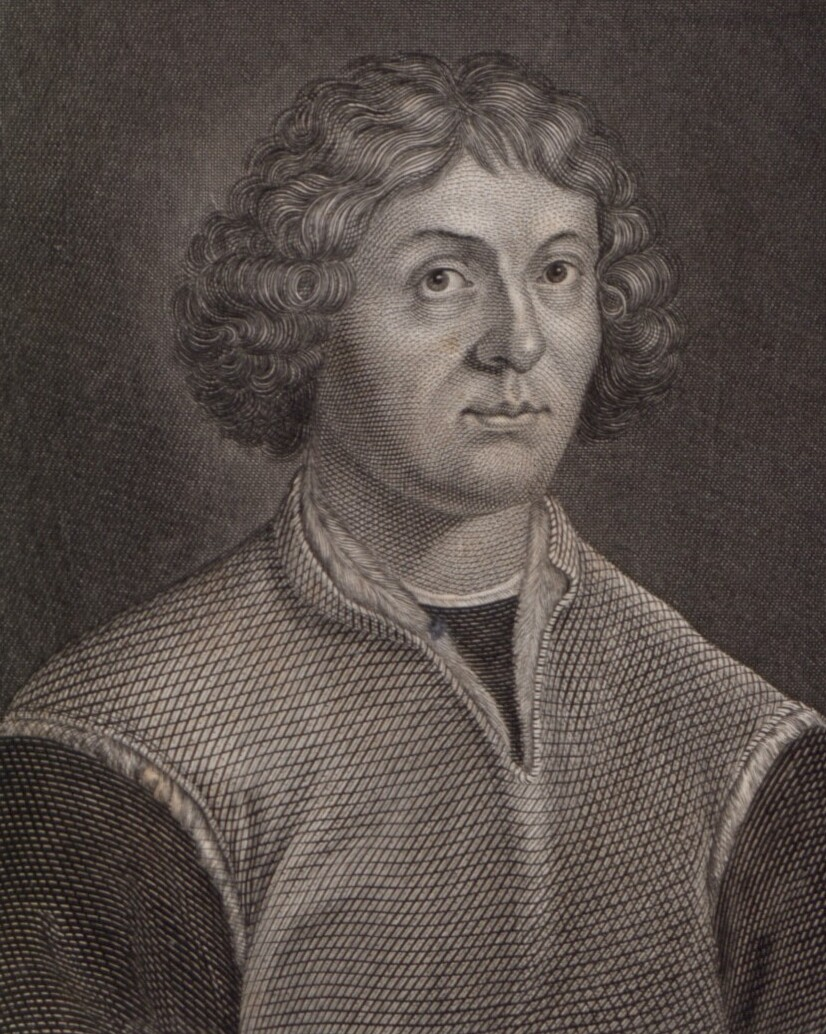
Nicolau Copèrnic

- 26 de gener - Cap d'Hornos: fou descobert el Cap d'Hornos per una expedició holandesa encapçalada per Willem Schouten i Jacob Le Maire.
- 5 de març: l'Església catòlica condemna el llibre en què el polonès Nicolau Copèrnic exposa les seves teories d'astronomia.[1]
- Execució en massa a Catalunya de bandolers i col·laboradors pel lloctinent duc d'Albuquerque.

## Naixements
Països Catalans
- 16 de maig, Serrallonga (Vallespir): Antoni Pau Centena, religiós establert a Barcelona.

Resta del món
- 13 de gener, Lilla: Antoinette Bourignon de la Porte, mística i visionària franco-flamenca.[2]
- 27 de març, Coria: Beata Maria de Jesus Ruano, escriptora mística[3]
- 18 de maig, Stuttgart, Sacre Imperi: Johann Jakob Froberger, compositor i organista alemany del Barroc (m. 1667).[4]
- 25 de maig,
  - Florència (Gran Ducat de Toscana): Carlo Dolci, pintor italià del Barroc (m. 1686).[5]

- 13 d'agost, Roma: Plautilla Bricci, arquitecta, pintora i escultora italiana (m. 1705).[6]
- Malachias Siebenhaar, compositor alemany del Barroc distingit principalment com a autor de motets i madrigals.

## Necrològiques
- 6 de març - Londres (Anglaterra): Francis Beaumont, actor i dramaturg anglès del teatre elisabetià, conegut sobretot per haver escrit peces teatrals en col·laboració amb John Fletcher (n. 1585)[7]

- 23 d'abril:
  - Madrid (Espanya): Miguel de Cervantes, escriptor espanyol.
  - Còrdova (Espanya): Inca Garcilaso de la Vega, escriptor i historiador peruà.
- 23 d'abril (segons el calendari julià) - Stratford-upon-Avon (Regne Unit): William Shakespeare, escriptor i dramaturg anglès.[8]
- 1 de juny - Japó: Tokugawa Ieyasu, 32è shogun
- 20 d'agost - Barcelona: Ramon d'Olmera i d'Alemany, 84è President de la Generalitat de Catalunya.
- 19 de novembre, San Ignacio del Zape (Estat de Durango, Mèxic) : Joan Font i Maduixer, prevere i missioner jesuïta català, mort màrtir a Mèxic. Ha estat proclamat Servent de Déu per l'Església catòlica. (n. 1574)